# 中免集团
中国免税品（集团）有限责任公司 （英語：China Duty Free Group），简称中免集团、CDF，始建于1984年，是唯一经国务院授权在全国范围内开展免税业务的国有专营公司，同时是全国免税行业的管理单位。该公司与全球约300家世界顶级奢侈品牌建有长期合作关系，在全国29个省、市、自治区设有免税店248家，2005年深圳、上海、青岛、大连四家海关监管物流中心形成覆盖全国的免税品配送体系，2006年首次在海外市场建立销售终端。

## 历史

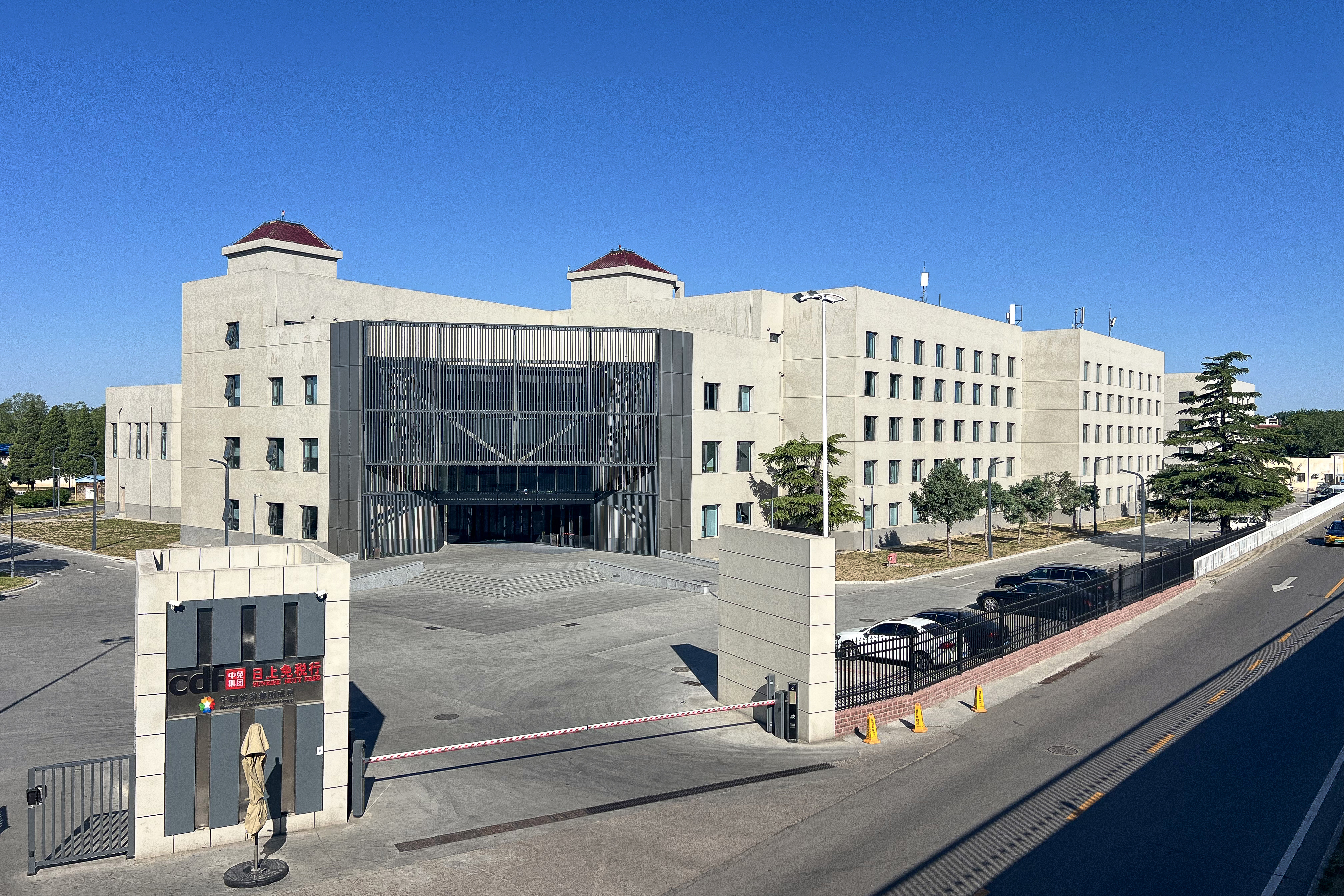
日上免税行（中国）有限公司总部

- 1979年，国务院批准并授权中国旅游服务公司下设免税处（中免集团前身）在全国范围内开展免税业务；同年，中国第一家免税店对外营业；[4]
- 1984年，经国家旅游局报国务院批准，中国免税品公司（中免公司）正式成立。[4]1993年成为国家旅游局直属企业；[4]
- 1999年，根据中办发《中央党政机关非金融类企业脱钩的总体处理意见和具体实施方案》与原主管部委国家旅游局脱钩，划归中央直接管理；[1]同年，更名为中国免税品（集团）总公司，由103个企业法人组成的企业法人联合体中免集团正式成立；[4]
- 2003年，经国务院和国务院国资委批准，中免集团与中国国际旅行社总社进行战略重组，共同组建中国国旅集团公司；[2]
- 2008年3月，更名为中国免税品（集团）有限责任公司；[2]
- 2008年4月，经国务院和国务院国资委批准，由中国国旅集团有限公司和华侨城集团公司发起设立中国国旅股份有限公司，中国国际旅行社总社有限公司和中国免税品（集团）有限责任公司为其下属两大子公司；该股份有限公司于2009年10月在上海证券交易所成功挂牌上市；[2][4]
- 2017年3月14日，日上免税行（中国）有限公司完成工商信息变更，中国国旅旗下全资子公司中国免税品（集团）有限责任公司持股日上免税行51%，实现控股，日上免稅行的法定代表人和董事長也由江世乾變更為中免集團黨委書記王軒，中免集團總經理陳國強出任日上免稅行董事一職；次年2月，中免公司又以15.05亿元人民币收购日上免税行（上海）有限公司的51%股权，获得上海虹桥、浦东机场的免税经营权[5]。
- 2017年4月中國免稅品集團公司和拉格代爾旅行零售香港有限公司共同成立的合資公司——中免-拉格代爾有限公司，成功投得香港國際機場煙酒產品在2017年11月18日至2024年9月30日經營牌照，涉及8個店面總計約3400平方米的經營面積；
- 2022年10月28日，中免集团旗下海口国际免税城开业，被称为“全球最大单体免税店” —— 建筑面积28万平方米，相当于近40个标准足球场大小的海口国际免税城，有超过800个国内外品牌入驻，[6]2023年11月24日，中免集团三亚市内免税店有限公司发生工商变更，注册资本由约18.5亿人民币增至约23.87亿人民币[7]；
- 2023年10月15日，中免集团的母公司中国中免公告称，上任不到9個月、年僅54歲的公司董事長、法定代表人李剛於2023年10月14日因病逝世。[8]

## 图集

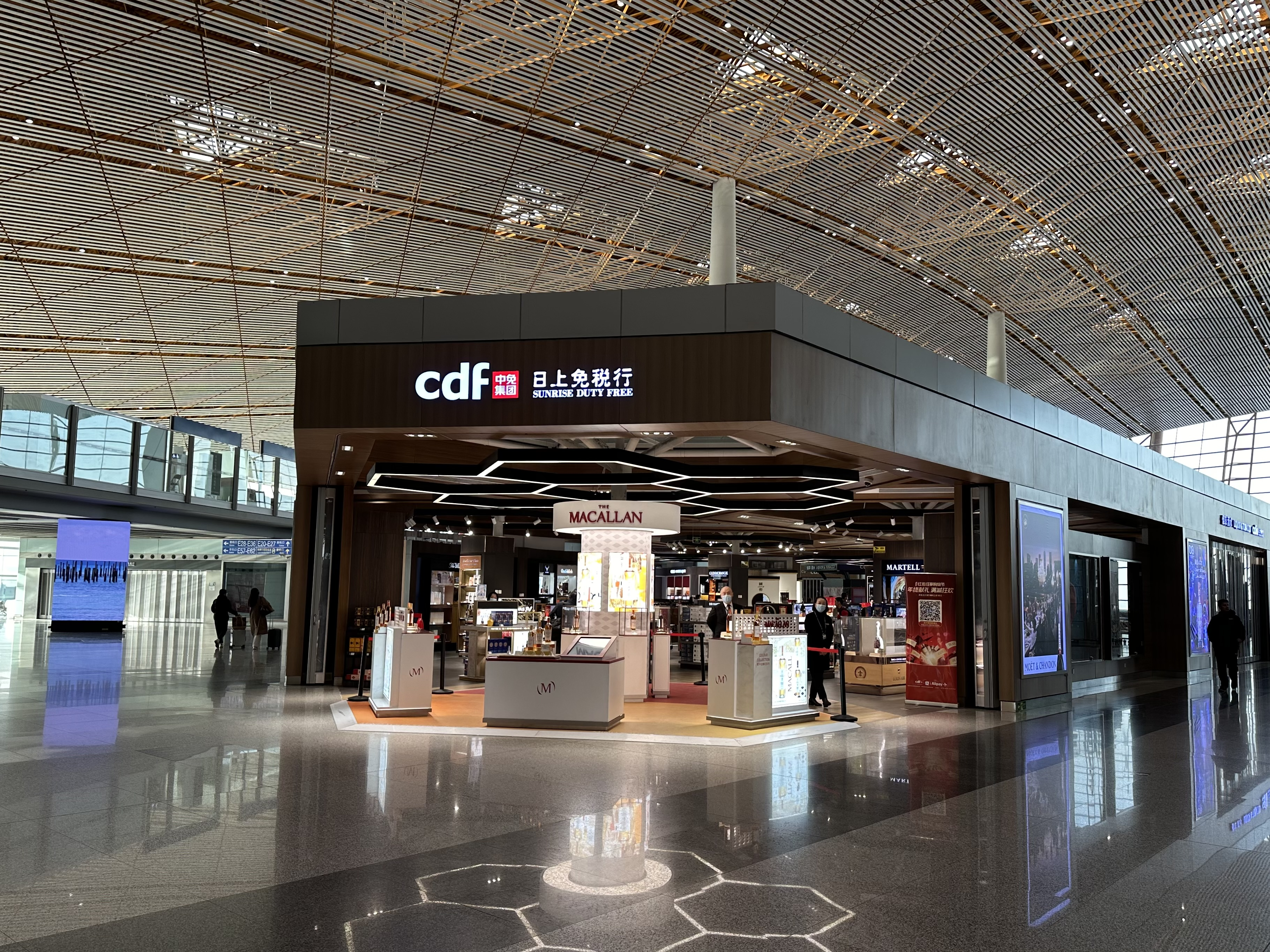
位於北京首都國際機場3E航站楼國際出發層候機廳内的中免日上免税行门店
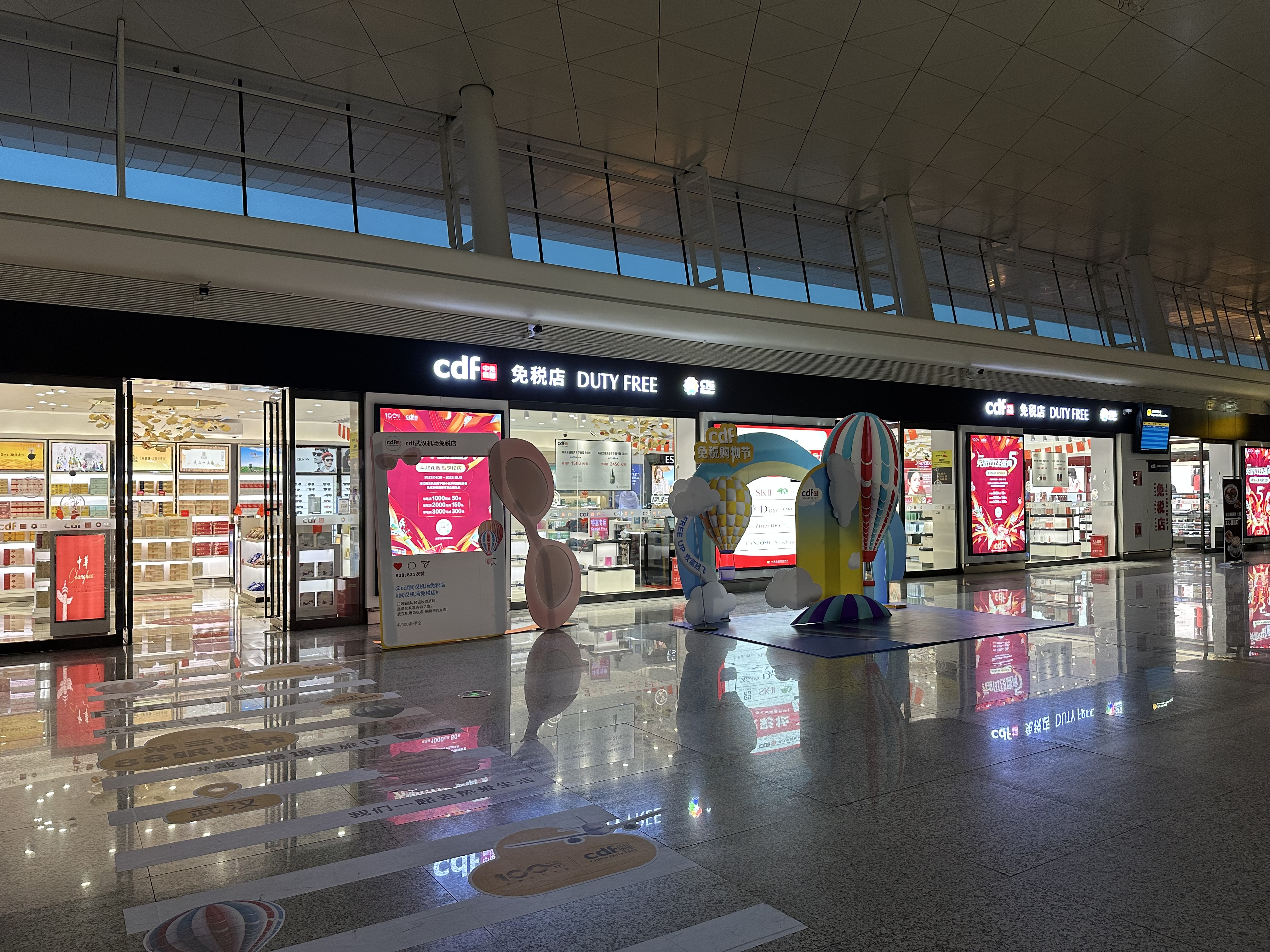
位於武漢天河國際機場國際出發層候機廳内的门店
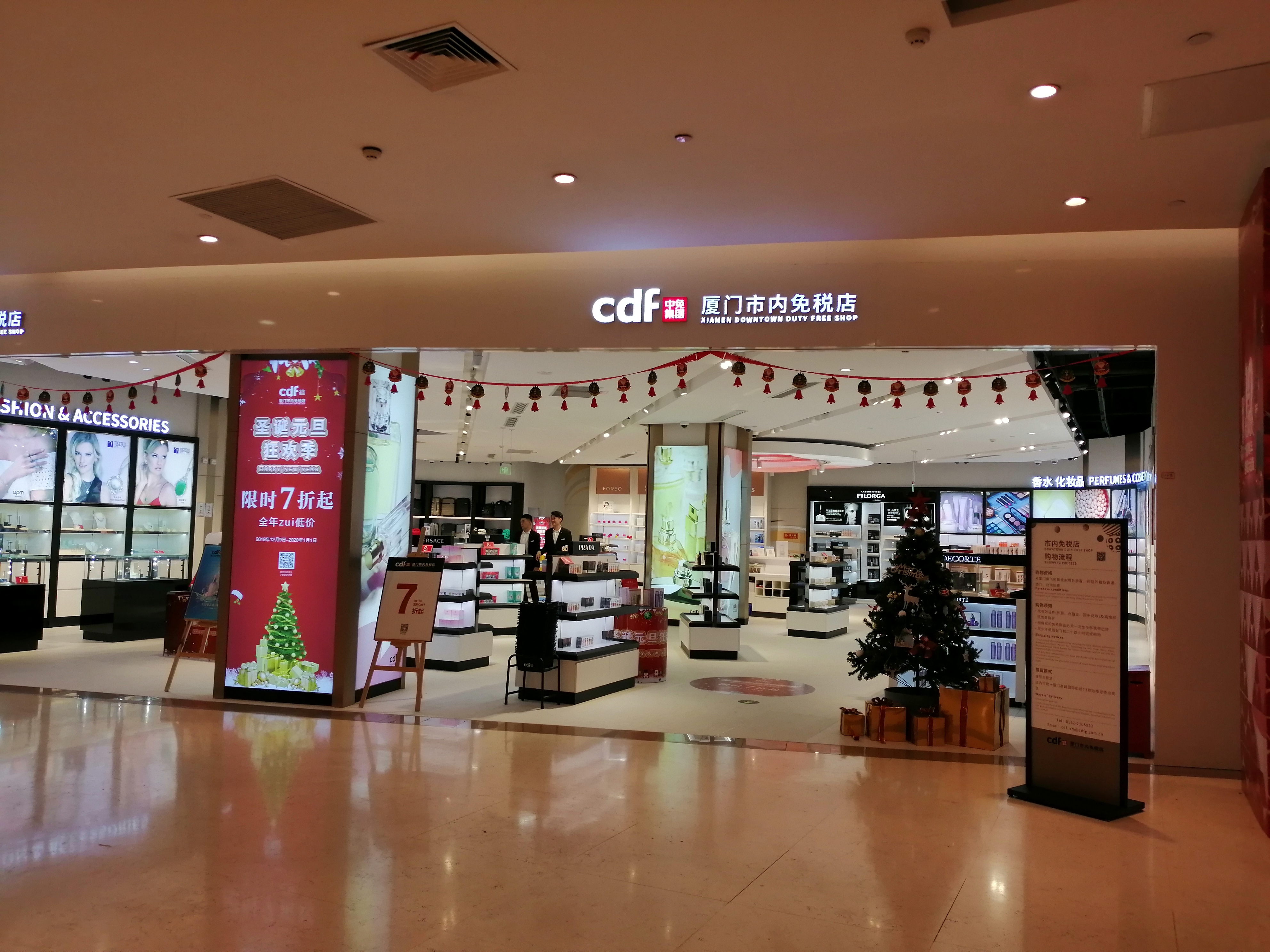
位于厦门市中华城的厦门市内免税店
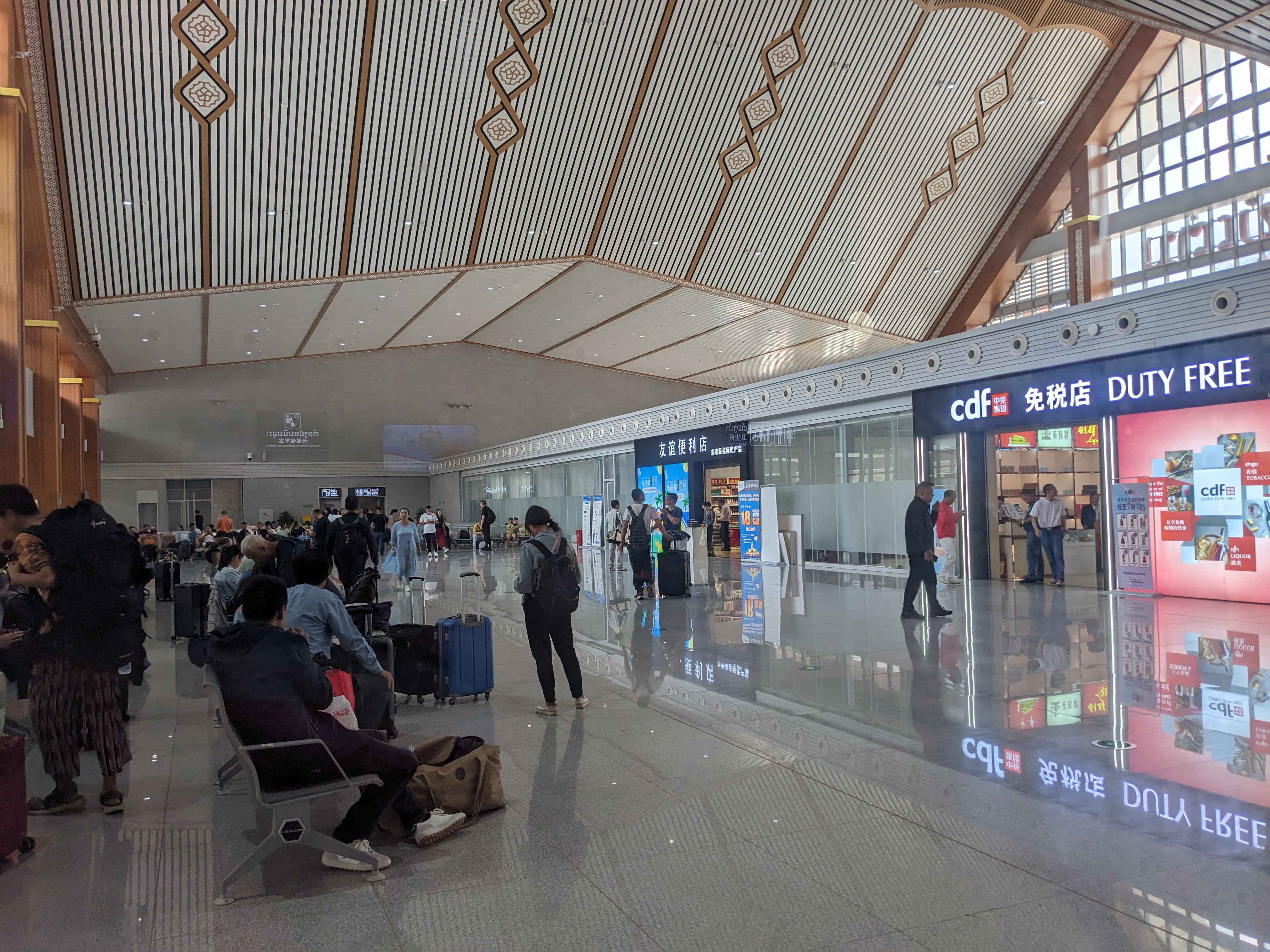
位于老挝磨丁火车站国际候车室内的门店
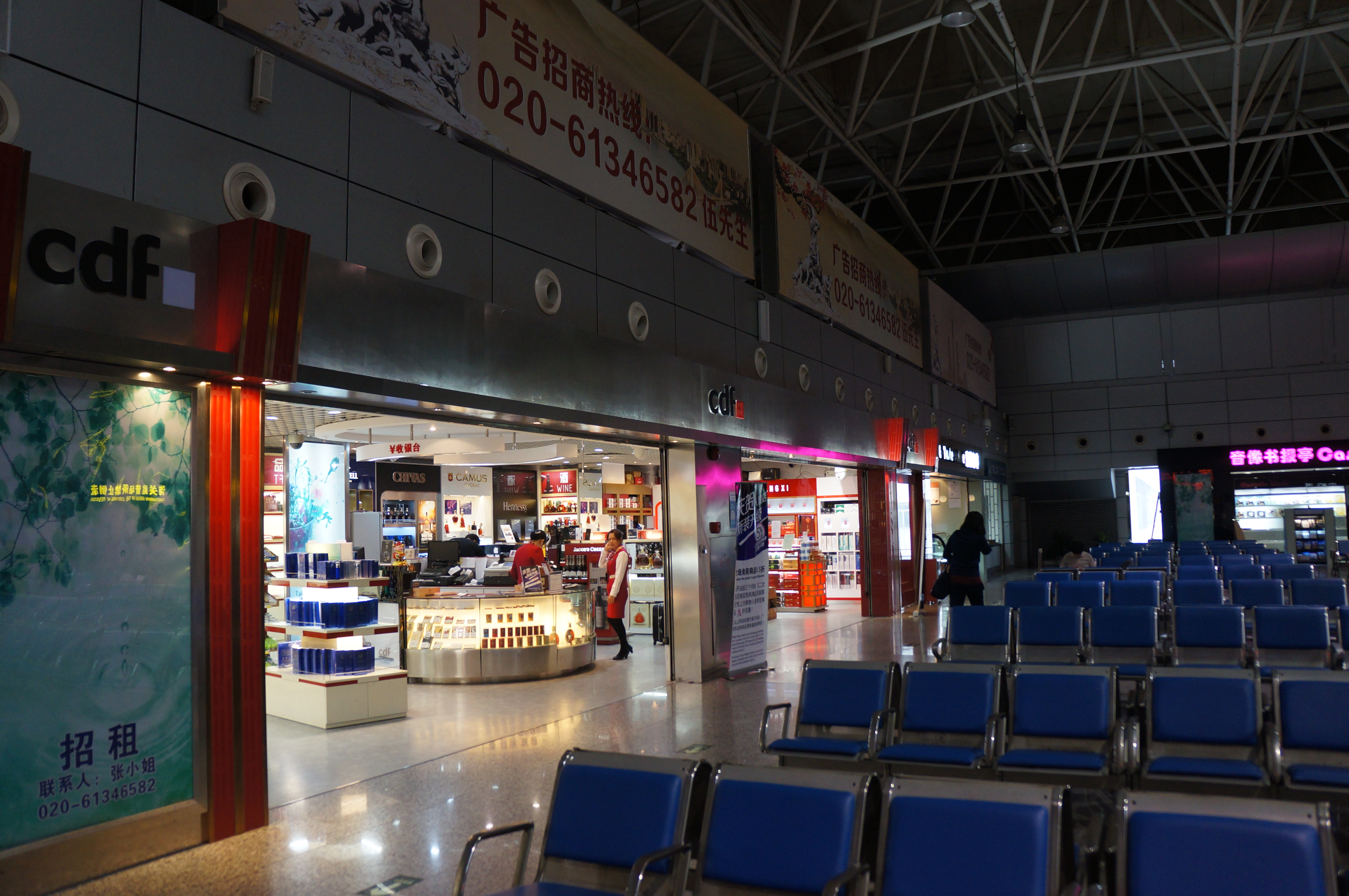
位於广州东站广九直通车候车室内的门店
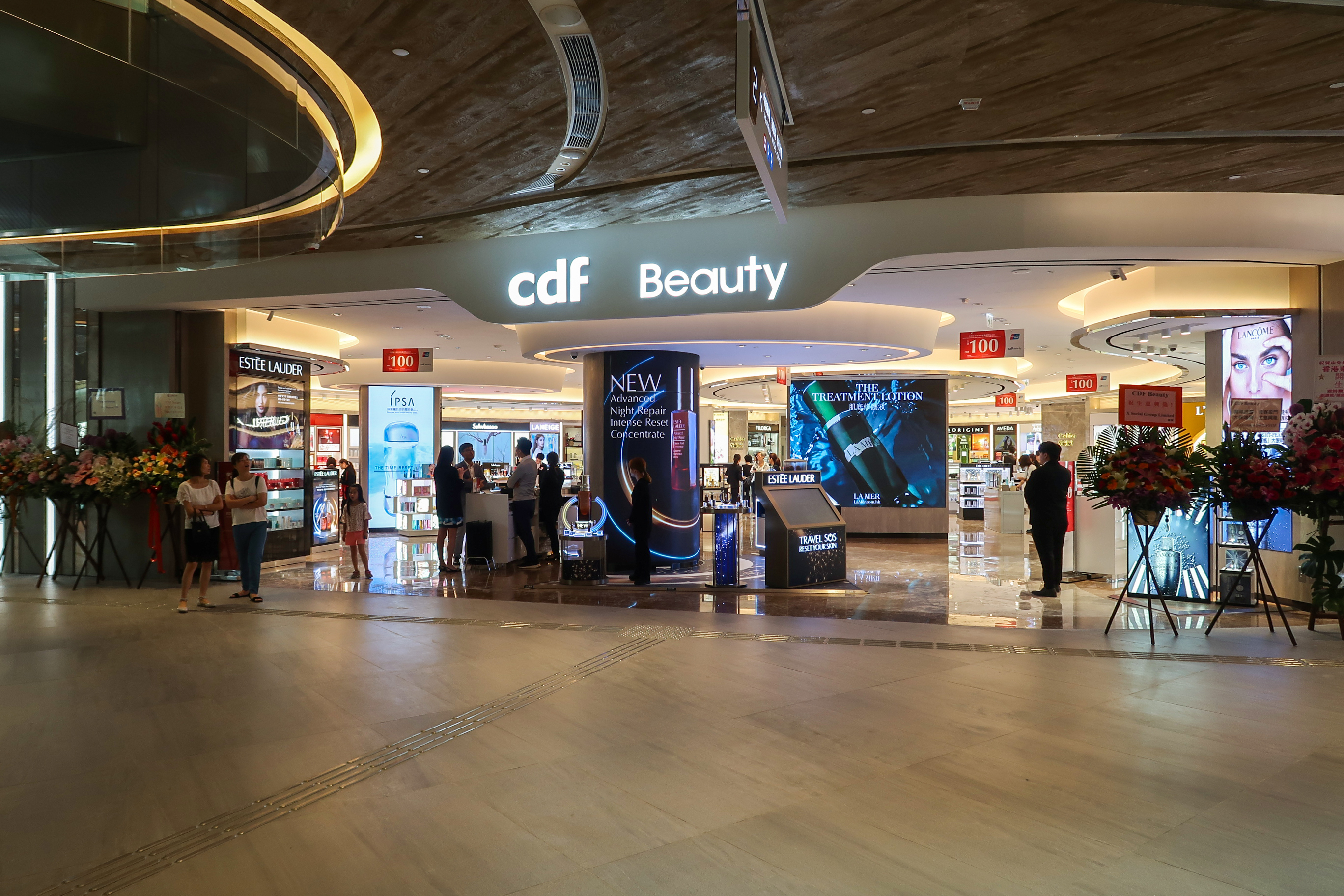
位於香港東薈城，面積超過1000平方米的门店
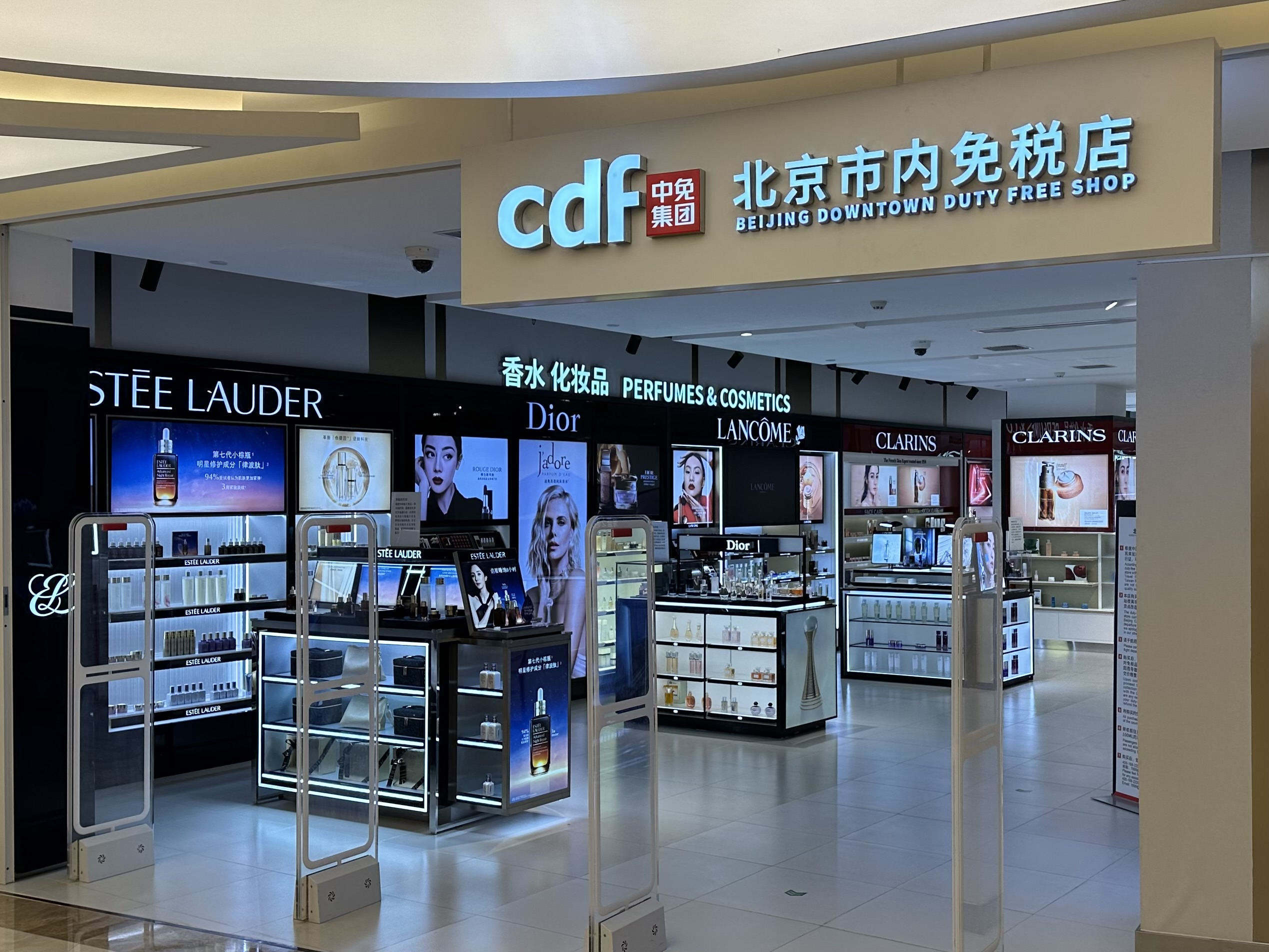
位於藍色港灣的北京市内免税店
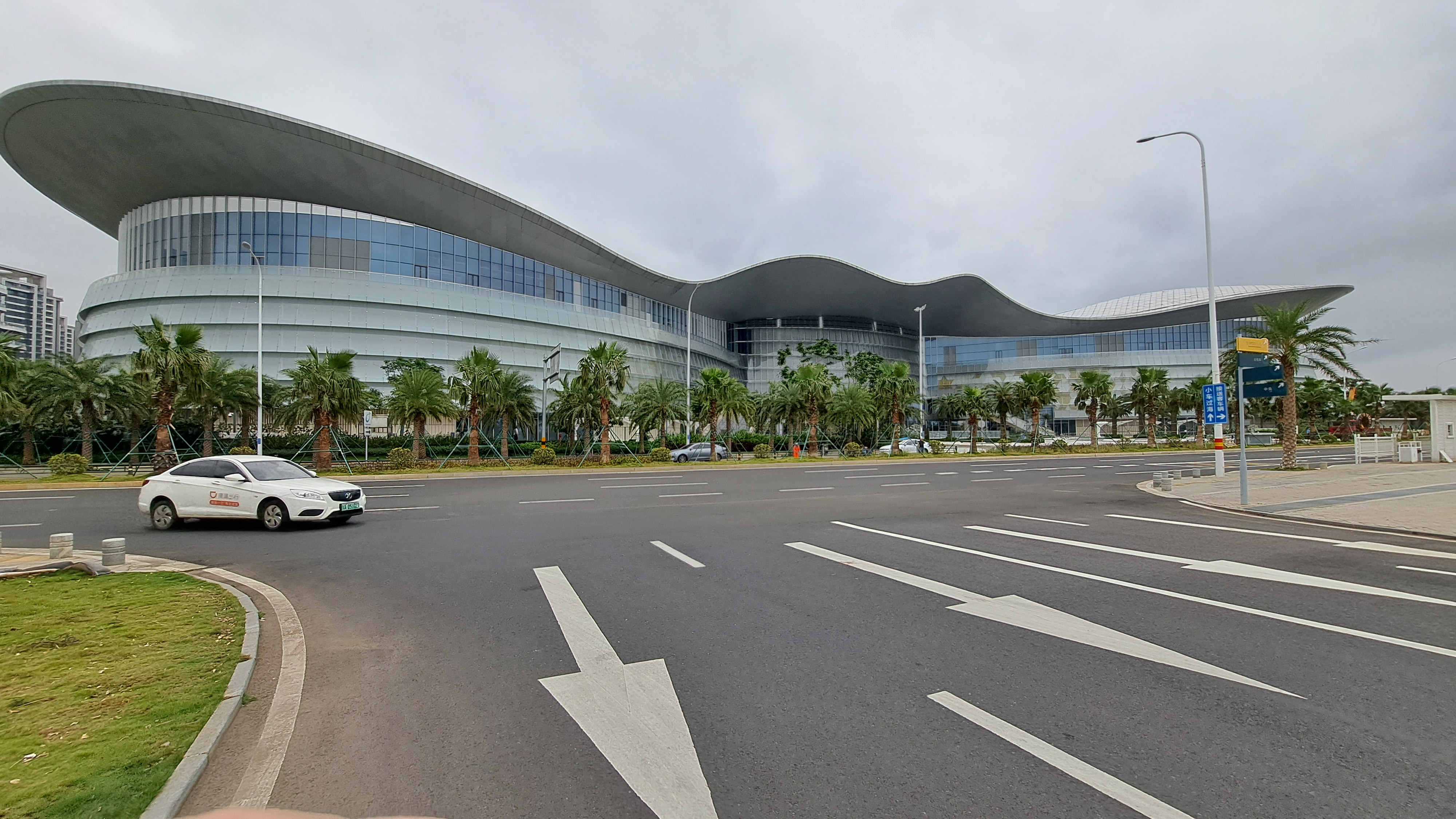
海口国际免税城
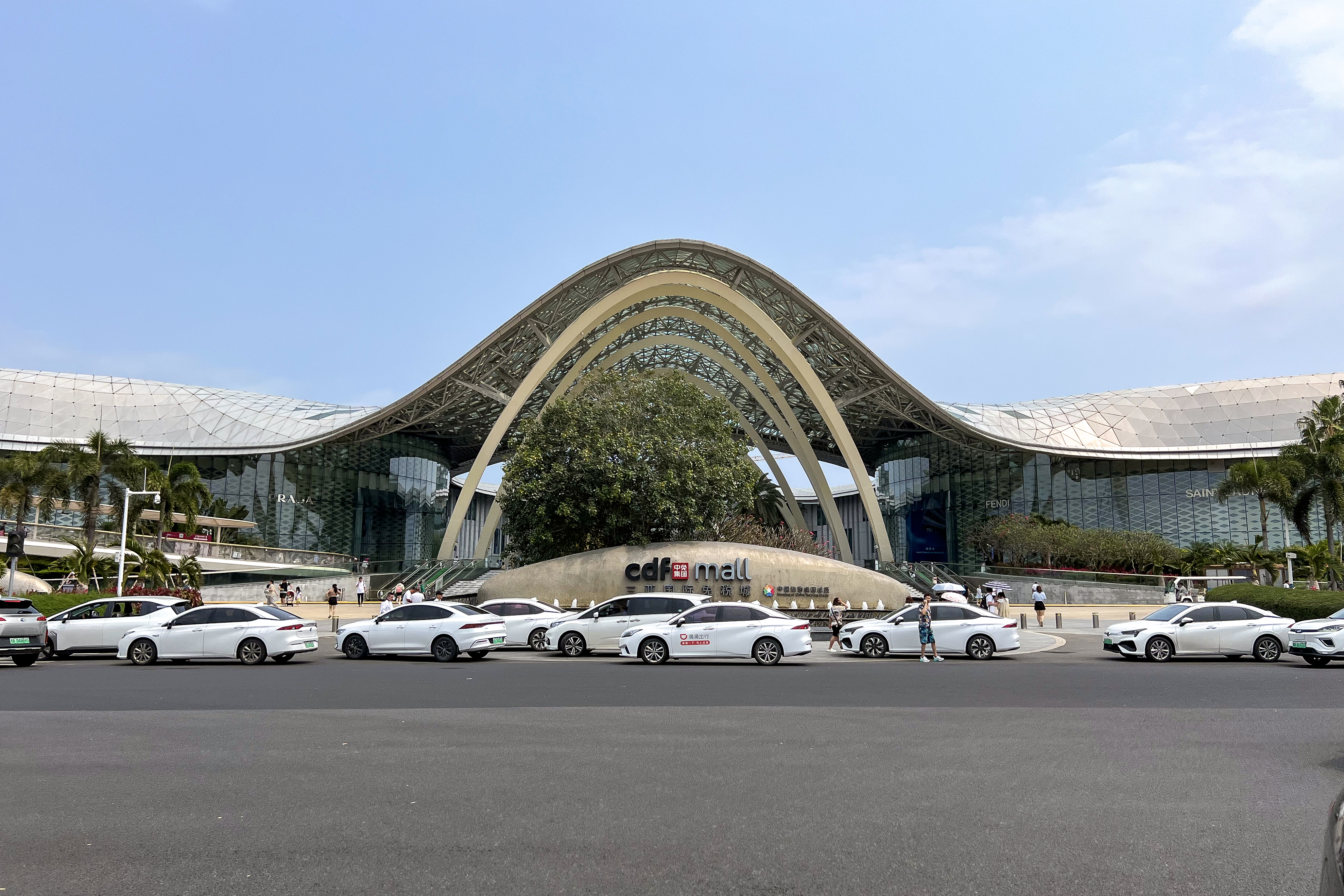
三亚国际免税城